# 斯坦迪什 (緬因州)
斯坦迪什（英語：Standish）是一個位於美國緬因州坎伯蘭縣的市鎮。

## 人口
根據2020年美國人口普查的數據，斯坦迪什的面積為208.73平方千米，當中陸地面積為152.89平方千米，而水域面積為55.84平方千米。當地共有人口10244人，而人口密度為每平方千米49人。